# Bišćani
Bišćani (cyr. Бишћани) – wieś w Bośni i Hercegowinie, w Republice Serbskiej, w mieście Prijedor. W 2013 roku liczyła 861 mieszkańców.